# ماغنوس اولسون (لاعب باندي)
ماغنوس اولسون (بالسويدية: Magnus Olsson)‏ هو لاعب باندي ‏ سويدي، ولد في 25 يناير 1972.